# Minous
Genre
Minous est un genre de poissons de la famille des Synanceiidae (comme les poissons-pierre, même s'il est parfois encore rangé chez les Scorpaenidae).

## Description et caractéristiques
Ce sont des rascasses qui vivent camouflées dans les substrats complexes, où elles chassent à l'affut. Elles sont équipées d'aiguillons venimeux pour se protéger des prédateurs. 

## Liste des espèces
Selon World Register of Marine Species (14 juin 2015) :
- Minous andriashevi Mandrytsa, 1990
- Minous coccineus Alcock, 1890
- Minous dempsterae Eschmeyer, Hallacher & Rama-Rao, 1979
- Minous inermis Alcock, 1889
- Minous longimanus Regan, 1908
- Minous monodactylus (Bloch & Schneider, 1801)
- Minous pictus Günther, 1880
- Minous pusillus Temminck & Schlegel, 1843
- Minous quincarinatus (Fowler, 1943)
- Minous trachycephalus (Bleeker, 1855)
- Minous usachevi Mandrytsa, 1993
- Minous versicolor Ogilby, 1910